# Karl Weigand
Friedrich Ludwig Karl Weigand (født 18. november 1804, død 30. juni 1878) var en tysk germanist.
Weigand blev 1851 professor i tysk sprog og litteratur ved universitetet i Giessen. Af Weigands grammatiske og leksikalske arbejder har navnlig to større betydning: hans Wörterbuch der deutschen Synonyme (1840—43; 2. oplag 1852) og Deutsches Wörterbuch (1857, nyere udgave, omarbejdet af Hermann Hirt med flere 1909 ff.), som var den mest omfattende tyske etymologiske ordbog. Efter Jakob Grimms død blev fortsættelsen af den Grimmske ordbog betroet til Weigand og Rudolf Hildebrand.